# Nút mạch hóa chất
Nút mạch hoá chất khối u (trans-arterial chemo-embolization - TACE) là một thủ thuật y tế ít xâm lấn để làm suy yếu khối u bằng cách hạn chế việc cung cấp máu cho nó. Các vật liệu gây tắc mạch và hóa chất được tiêm vào khối u thông qua một ống mềm đi theo động mạch cung cấp máu cho khối u. Những chất này vừa ngăn chặn việc cung cấp máu vừa diệt tế bào của khối u.
Phương pháp này có thể được sử dụng đơn lẻ hoặc phối hợp với các cách điều trị khác như cắt, ghép, hoá trị, xạ trị…

## Cơ chế
Tác dụng của phương pháp nút mạch thông qua hai cơ chế chính. 
- Ngắt nguồn cung cấp máu của khối u, hạn chế nguồn Oxy và chất dinh dưỡng cung cấp cho các tế bào này.
- Cho phép các hoá chất hóa trị tập trung hơn vào khối u, thay vì đi qua hệ tuần hoàn chung, và vì thế không phải hạn chế liều lượng như bình thường.

## Ứng dụng
Ứng dụng phổ thường được nhắc đến nhất của phương pháp nút mạch là trong điều trị ung thư gan. Ngoài ra nó cũng được sử dụng đối với các bệnh ung thư cổ tử cung, tuyến tiền liệt, não, ống mật, ruột già…
Với bệnh nhân ung thư gan, nút mạch được sử dụng phổ biến nhằm kéo dài thời gian sống trong các trường hợp không thể phẫu thuật, không đạt tiêu chuẩn Milan để ghép gan, hoặc với những người có khối u tái phát sau khi đã cắt gan.
Thông thường gan được nuôi dưỡng bởi hai nguồn cấp máu là động mạch (25%) và tĩnh mạch (75%). Đối với u gan thì hầu như nguồn cấp máu hoàn toàn từ động mạch gan.
Hoá chất bơm qua đường động mạch gan sẽ vào trực tiếp khối u, trong khi phần gan lành được nuôi dưỡng bởi nguồn tĩnh mạch vẫn phát triển bình thường. Điều này cũng cho phép đưa được nhiều hoá chất tiêu diệt tế bào u hơn vào trong khối u.

## Vật liệu gây tắc mạch
Phổ biến nhất là hạt nhựa PVA (poly vinyl alcohol), gây tắc mạch vĩnh viễn bằng cách giảm lưu lượng dòng chảy và gây viêm thành mạch vô khuẩn tại các mạch máu mà nó tắc lại, tạo ra máu đông chứa hạt nhựa gây tắc hoàn toàn dòng chảy của động mạch. Các cục máu đông này sẽ tự phân huỷ trong vòng bốn tuần còn các hạt nhựa thì tồn tại vĩnh viễn.
Ngoài ra còn có chất xốp gelatin (spongel) hoặc các vòng xoắn kim loại.

## Quy trình thực hiện đối với ung thư gan
- Sơ đồ mạch máu được lập bằng ảnh X-quang và thuốc nhuộm iod.
- Bệnh nhân nằm ngửa trên bàn can thiệp và được truyền dịch vào tĩnh mạch tay. Các thiết bị theo dõi điện tim, huyết áp và mạch được triển khai.
- Thủ thuật ít gây đau đớn nên thường chỉ cần gây tê tại chỗ, không cần gây mê. Thuốc giảm đau, an thần, chống nôn… có thể được sử dụng.
- Thông qua việc chọc một lỗ gần bẹn, một ống mềm nhỏ được đưa vào động mạch đùi, đi tiếp qua động mạch chủ bụng rồi vào động mạch gan. Khi ống thông được đưa vào đúng vị trí, vật liệu nút mạch đã pha với hoá chất được bơm vào.
- Ảnh X quang được dùng để đánh giá mức độ tác động của thuốc đối với khối u.
- Thủ thuật thường kéo dài khoảng 60 đến 90 phút. Bệnh nhân cần nằm tại giường 4 đến 6 tiếng và có thể ra viện sau 48 tiếng.
- Sau khi thực hiện thủ thuật này, bệnh nhân thường cảm thấy chán ăn, buồn nôn, sốt và đau nhưng ở mức độ kiểm soát được bằng thuốc.
- Sau một tháng bệnh nhân cần thực hiện xét nghiệm máu và chụp CT, MRI để đánh giá sự hiệu quả của việc nút mạch.

## Chống chỉ định
- Rối loạn đông máu nặng, số lượng tiểu cầu <50000/mm3, prothrombin <50%.
- Suy thận, creatinine huyết thanh > 2 mg/dl.
- Dị ứng với thuốc cản quang iod hoặc hóa chất chống ung thư.
- Lượng bạch cầu trung tính <1500 cells/mm3
- Suy gan hoặc thận nặng, nhồi máu cơ tim, suy tim với EF <50%.

## Rủi ro
- Nhiễm trùng, tỉ lệ dưới 1/1000.
- Tổn thương động mạch.
- Chất nút mạch vào sai vị trí và gây hại cho các mô lành.
- Phản ứng với chất nút mạch hoặc các thuốc được sử dụng.
- Các phản ứng gây ra bởi hoá trị như buồn nôn, rụng tóc, giảm tiểu cầu và bạch cầu.